# 通宵镇
通宵乡，是中华人民共和国四川省甘孜藏族自治州新龙县下辖的一个乡镇级行政单位。撤销皮擦乡、通宵乡，设立通宵镇，以原皮擦乡和原通宵乡所属行政区域为通宵镇的行政区域，通宵镇人民政府驻察亚所村1组52号。

## 行政区划
通宵乡下辖以下地区：
值日村、察亚所村、亚达村、察麻所村和沙日西村。